# Weißenbach, Beljak
Weißenbach je naselje Statutarnega mesta Beljak na Koroškem v Avstriji.